# ياكوب موريتز بلومبيرغ
ياكوب موريتز بلومبيرغ (بالألمانية: Jacob Moritz Blumberg)‏ هو جراح وطبيب ألماني، ولد في 1873 في بوزنان في بولندا، وتوفي في 1955.